# Stacey Travis
Stacey Elaine Travis (Dallas (Texas), 29 augustus 1964) is een Amerikaanse actrice.

## Biografie
Travis werd geboren en groeide op in Dallas (Texas) samen met haar broer. Zij heeft gestudeerd aan de London Academy of Music and Dramatic Art in Londen. Zij heeft ook een diploma in film gehaald aan de university of Southern California in Los Angeles.

## Filmografie

### Films
Selectie:
- 2010 Easy A – als moeder van Marianne
- 2008 The Great Buck Howard – als Cindy Crown
- 2005 Fun with Dick and Jane – als receptioniste van Jack
- 2003 Intolerable Cruelty – als Bonnie Donaly
- 2001 Ghost World – als Dana
- 2001 Heartbreakers – als verpleegster Gale Grey
- 2000 Traffic – als vriendin van Helena
- 2000 What Planet Are You From? – als vrouw
- 1999 Mystery Men – als Powerwoman
- 1988 Earth Girls Are Easy – als Tammy
- 1988 Phantasm II – als Jeri

### Televisieseries
Uitgezonderd eenmalige gastrollen.
- 2021 The Ms. Pat Show - als Samantha - 2 afl.
- 2018-2019 S.W.A.T. - als Nikki - 3 afl.
- 2013 Betas – als Joanne Dorsey – 2 afl.
- 2004-2007 Desperate Housewives – als Jordana Geist – 3 afl.
- 2004 Angel – als senator Helen Brucker – 2 afl.
- 1998 Love Boat: The Next Wave – als cruisedirecteur Suzanne Zimmerman – 4 afl.
- 1997-1998 ER – als rechercheur Weller – 2 afl.
- 1994-1997 Highlander – als Renee Delaney – 3 afl.
- 1989-1992 Just Say Julie – als diverse rollen - ? afl.

- Library of Congress Control Number: n2009004714
- Virtual International Authority File: 58566919
- WorldCat: E39PBJfH46P386gq6wWMgYtHYP